# 2010–2011-es női EHF-bajnokok ligája
A 2010–2011-es női EHF-bajnokok ligája az európai női kézilabda-klubcsapatok legrangosabb tornájának 18. kiírása. A címvédő a dán Viborg HK csapata. Magyarországról a bajnoki címvédő Győri Audi ETO KC a főtáblán kezdhetett, az ezüstérmes DVSC-Korvex a selejtezőből jutott be a csoportkörbe. A győri csapat az elődöntőig jutott, a debreceni együttes pedig a csoportkörben búcsúzott.
A győztes, története során először a norvég Larvik HK lett, miután a döntőben 47–46-os összesítéssel legyőzte a spanyol Itxako Navarra csapatát.

## Csapatok
Tizenkét csapat jutott közvetlenül a csoportkörbe. További húsz csapat indult a selejtezőkben, amelyekből négy jutott a csoportkörbe.
| Csoportkör                | Csoportkör                        | Csoportkör                | Csoportkör                 |
| ------------------------- | --------------------------------- | ------------------------- | -------------------------- |
| Hypo Niederösterreich     | Viborg HKCV                       | Győri Audi ETO KC         | Oltchim Vâlcea             |
| Gyinamo Volgograd         | HC Leipzig                        | Larvik HK                 | Krim                       |
| Podravka Koprivnica       | Toulon Saint-Cyr Var Handball     | Budućnost                 | Itxako Navarra             |
| Randers HK (selejtezőből) | Zvezda Zvenyigorod (selejtezőből) | IK Sävehof (selejtezőből) | DVSC-Korvex (selejtezőből) |
| Selejtező torna           |                                   |                           |                            |
| Gil Eanes/Lagos D.        | LK ZUG Handball                   | "U" Jolidon Cluj Napoca   | Byåsen IL                  |
| TSV Bayer 04 Leverkusen   | Elda Prestigio                    | KIF Vejen                 | HC Metalurg Skopje         |
| SPR Lublin SSA            | HC "Smart"                        | A.C. Ormi.Loux Patras     | Maliye milli Piyango SK    |
| RK Zaječar                | T+A/VOC Amsterdam                 |                           |                            |

## Csoportkör
A csoportkörben a 16 részt vevő csapatot négy darab négycsapatos csoportra osztották. A csoporton belül a csapatok oda-visszavágós rendszerű körmérkőzést játszottak egymással. A csoportok első két helyezettjei jutottak a középdöntőbe.

### A csoport
| #  | Csapat              | M | Gy | D | V | G+  | G–  | Gk  | P  |
| -- | ------------------- | - | -- | - | - | --- | --- | --- | -- |
| 1. | Budućnost Podgorica | 6 | 6  | 0 | 0 | 193 | 148 | +45 | 12 |
| 2. | Gyinamo Volgograd   | 6 | 3  | 0 | 3 | 191 | 186 | +5  | 6  |
| 3. | Viborg HK           | 6 | 3  | 0 | 3 | 192 | 193 | –1  | 6  |
| 4. | IK Sävehof          | 6 | 0  | 0 | 6 | 163 | 212 | –49 | 0  |

| BUD   | VOL   | VIB   | SAV   |
| ----- | ----- | ----- | ----- |
|       | 29–22 | 32–24 | 33–26 |
| 27–32 |       | 41–33 | 37–26 |
| 25–34 | 36–29 |       | 37–33 |
| 24–33 | 30–35 | 24–37 |       |

### B csoport
| #  | Csapat                | M | Gy | D | V | G+  | G–  | Gk  | P  |
| -- | --------------------- | - | -- | - | - | --- | --- | --- | -- |
| 1. | Itxako Navarra        | 6 | 5  | 0 | 1 | 178 | 142 | +36 | 10 |
| 2. | HC Leipzig            | 6 | 4  | 0 | 2 | 148 | 146 | +2  | 8  |
| 3. | Hypo Niederösterreich | 6 | 2  | 0 | 4 | 137 | 147 | –10 | 4  |
| 4. | DVSC-Korvex           | 6 | 1  | 0 | 5 | 143 | 171 | –28 | 2  |

| ITX   | HCL   | HYP   | DVSC  |
| ----- | ----- | ----- | ----- |
|       | 23–24 | 23–21 | 39–24 |
| 27–31 |       | 23–28 | 31–25 |
| 19–30 | 20–23 |       | 28–26 |
| 27–32 | 19–20 | 22–21 |       |

### C csoport
| #  | Csapat                        | M | Gy | D | V | G+  | G–  | Gk  | P  |
| -- | ----------------------------- | - | -- | - | - | --- | --- | --- | -- |
| 1. | Larvik HK                     | 6 | 5  | 0 | 1 | 202 | 157 | +45 | 10 |
| 2. | Oltchim Vâlcea                | 6 | 4  | 0 | 2 | 169 | 152 | +17 | 8  |
| 3. | Toulon Saint-Cyr Var Handball | 6 | 2  | 0 | 4 | 148 | 171 | –23 | 4  |
| 4. | Randers HK                    | 6 | 1  | 0 | 5 | 136 | 175 | –39 | 2  |

| LAR   | VAL   | TOU   | RAN   |
| ----- | ----- | ----- | ----- |
|       | 34–31 | 38–26 | 33–19 |
| 33–28 |       | 28–19 | 28–22 |
| 28–31 | 22–26 |       | 24–23 |
| 20–38 | 27–23 | 25–29 |       |

### D csoport
| #  | Csapat              | M | Gy | D | V | G+  | G–  | Gk  | P  |
| -- | ------------------- | - | -- | - | - | --- | --- | --- | -- |
| 1. | Győri Audi ETO KC   | 6 | 5  | 0 | 1 | 183 | 153 | +30 | 10 |
| 2. | Krim                | 6 | 4  | 0 | 2 | 181 | 172 | +9  | 8  |
| 3. | Zvezda Zvenyigorod  | 6 | 2  | 0 | 4 | 170 | 197 | –27 | 4  |
| 4. | Podravka Koprivnica | 6 | 1  | 0 | 5 | 168 | 180 | –12 | 2  |

| ETO   | KRI   | ZVE   | POD   |
| ----- | ----- | ----- | ----- |
|       | 26–21 | 33–22 | 27–25 |
| 30–34 |       | 37–32 | 26–22 |
| 31–28 | 28–32 |       | 29–26 |
| 24–35 | 30–35 | 41–28 |       |

## Középdöntő
A csoportkörből továbbjutott nyolc csapatot a középdöntőben két csoportba sorolták. A középdöntőcsoportokon belül oda-visszavágós rendszerű körmérkőzést játszottak a csapatok. A csoportok első két helyén végzett négy csapat jutott az elődöntőbe.

### 1-es csoport
| #  | Csapat              | M | Gy | D | V | G+  | G–  | Gk  | P |
| -- | ------------------- | - | -- | - | - | --- | --- | --- | - |
| 1. | Budućnost Podgorica | 6 | 4  | 0 | 2 | 180 | 160 | +20 | 8 |
| 2. | Itxako Navarra      | 6 | 4  | 0 | 2 | 155 | 157 | –2  | 8 |
| 3. | Krim                | 6 | 2  | 0 | 4 | 183 | 184 | –1  | 4 |
| 4. | Oltchim Vâlcea      | 6 | 2  | 0 | 4 | 150 | 167 | –17 | 4 |

| BUD   | ITX   | KRI   | VAL   |
| ----- | ----- | ----- | ----- |
|       | 30–22 | 32–29 | 32–21 |
| 31–26 |       | 25–24 | 26–25 |
| 36–40 | 30–26 |       | 37–30 |
| 21–20 | 22–25 | 31–27 |       |

### 2-es csoport
| #  | Csapat            | M | Gy | D | V | G+  | G–  | Gk  | P  |
| -- | ----------------- | - | -- | - | - | --- | --- | --- | -- |
| 1. | Larvik HK         | 6 | 5  | 0 | 1 | 168 | 129 | +39 | 10 |
| 2. | Győri Audi ETO KC | 6 | 5  | 0 | 1 | 159 | 131 | +28 | 10 |
| 3. | Gyinamo Volgograd | 6 | 2  | 0 | 4 | 141 | 180 | –39 | 4  |
| 4. | HC Leipzig        | 6 | 0  | 0 | 6 | 132 | 160 | –28 | 0  |

| LAR   | ETO   | VOL   | HCL   |
| ----- | ----- | ----- | ----- |
|       | 16–25 | 41–20 | 29–19 |
| 18–24 |       | 36–23 | 25–20 |
| 23–32 | 24–26 |       | 25–22 |
| 24–26 | 24–29 | 23–26 |       |

## Egyenes kieséses szakasz

### Elődöntők
A középdöntőcsoportok első helyezettje a másik csoport másodikjával találkozott az elődöntőben. A továbbjutás két mérkőzésen dőlt el.
| 1. csapat      | Össz. | 2. csapat           | 1. mérk. | 2. mérk. |
| -------------- | ----- | ------------------- | -------- | -------- |
| Larvik HK      | 52–44 | Budućnost Podgorica | 25–20    | 27–24    |
| Itxako Navarra | 50–45 | Győri Audi ETO KC   | 26–21    | 24–24    |

| 2011. április 9. 17:15 | Larvik HK            | 25–20       | Budućnost Podgorica | Arena Larvik, Larvik Nézőszám: 2200 Játékvezetők: Guseva, Vartanyan (RUS) |
| 2011. április 9. 17:15 | Hammerseng, Larsen 6 | (13–10)     | Radičević 7         | Arena Larvik, Larvik Nézőszám: 2200 Játékvezetők: Guseva, Vartanyan (RUS) |
| 2011. április 9. 17:15 | 1× 3×                | Jegyzőkönyv | 2× 3× 1×            | Arena Larvik, Larvik Nézőszám: 2200 Játékvezetők: Guseva, Vartanyan (RUS) |

| 2011. április 17. 19:30 | Budućnost Podgorica | 24–27       | Larvik HK             | Morača Sports Center, Podgorica Nézőszám: 4500 Játékvezetők: Bonaventura, Bonaventura (FRA) |
| 2011. április 17. 19:30 | Popović 9           | (10–15)     | Riegelhuth, Sulland 5 | Morača Sports Center, Podgorica Nézőszám: 4500 Játékvezetők: Bonaventura, Bonaventura (FRA) |
| 2011. április 17. 19:30 | 6× 3×               | Jegyzőkönyv | 3× 2×                 | Morača Sports Center, Podgorica Nézőszám: 4500 Játékvezetők: Bonaventura, Bonaventura (FRA) |

| 2011. április 9. 19:00 | Itxako Navarra | 26–21       | Győri Audi ETO KC | Polideportivo Municipal Lizarrerria, Estella-Lizarra Nézőszám: 2200 Játékvezetők: Badura, Ondogrecula (SVK) |
| 2011. április 9. 19:00 | Turej 9        | (13–11)     | Brădeanu 7        | Polideportivo Municipal Lizarrerria, Estella-Lizarra Nézőszám: 2200 Játékvezetők: Badura, Ondogrecula (SVK) |
| 2011. április 9. 19:00 | 3× 3×          | Jegyzőkönyv | 5× 3×             | Polideportivo Municipal Lizarrerria, Estella-Lizarra Nézőszám: 2200 Játékvezetők: Badura, Ondogrecula (SVK) |

| 2011. április 17. 17:30 | Győri Audi ETO KC | 24–24       | Itxako Navarra | Magvassy Mihály Sportcsarnok, Győr Nézőszám: 2800 Játékvezetők: Krstic, Ljubic (SLO) |
| 2011. április 17. 17:30 | Görbicz 8         | (10–12)     | Alonso 7       | Magvassy Mihály Sportcsarnok, Győr Nézőszám: 2800 Játékvezetők: Krstic, Ljubic (SLO) |
| 2011. április 17. 17:30 | 3× 3×             | Jegyzőkönyv | 6× 3×          | Magvassy Mihály Sportcsarnok, Győr Nézőszám: 2800 Játékvezetők: Krstic, Ljubic (SLO) |

### Döntő
| 1. csapat | Össz. | 2. csapat      | 1. mérk. | 2. mérk. |
| --------- | ----- | -------------- | -------- | -------- |
| Larvik HK | 47–46 | Itxako Navarra | 23–21    | 24–25    |

| 2011. május 7. 16:45 | Larvik HK | 23–21       | Itxako Navarra    | Arena Larvik, Larvik Nézőszám: 4500 Játékvezetők: Gubica, Milosevic (CRO) |
| 2011. május 7. 16:45 | Larsen 8  | (8–9)       | Martín, Barbosa 5 | Arena Larvik, Larvik Nézőszám: 4500 Játékvezetők: Gubica, Milosevic (CRO) |
| 2011. május 7. 16:45 | 1× 2×     | Jegyzőkönyv | 2×                | Arena Larvik, Larvik Nézőszám: 4500 Játékvezetők: Gubica, Milosevic (CRO) |

| 2011. május 14. 19:15 | Itxako Navarra | 25–24       | Larvik HK  | Pabellón Anaitasuna, Pamplona Nézőszám: 3500 Játékvezetők: Methe, Methe (GER) |
| 2011. május 14. 19:15 | Martín 10      | (10–11)     | Sulland 10 | Pabellón Anaitasuna, Pamplona Nézőszám: 3500 Játékvezetők: Methe, Methe (GER) |
| 2011. május 14. 19:15 | 7× 3× 1×       | Jegyzőkönyv | 4× 3×      | Pabellón Anaitasuna, Pamplona Nézőszám: 3500 Játékvezetők: Methe, Methe (GER) |

## Statisztikák

### Góllövőlista
| #   | Játékos                 | Csapat              | Gól |
| --- | ----------------------- | ------------------- | --- |
| 1.  | Heidi Løke              | Larvik HK           | 99  |
| 2.  | Görbicz Anita           | Győri Audi ETO KC   | 89  |
| 3.  | Katarina Bulatović      | Budućnost Podgorica | 85  |
| 3.  | Bojana Popović          | Budućnost Podgorica | 85  |
| 5.  | Alexandrina Barbosa     | Itxako Navarra      | 82  |
| 6.  | Karolina Kudłacz        | HC Leipzig          | 79  |
| 7.  | Andrea Lekić            | Krim                | 72  |
| 8.  | Jovanka Radičević       | Győri Audi ETO KC   | 68  |
| 9.  | Nora Mørk               | Larvik HK           | 67  |
| 10. | Valentina Ardean-Elisei | Oltchim Vâlcea      | 65  |

## Külső hivatkozások
- Hivatalos oldal